# Barney (cão)
Barney Bush (nome de nascimento Bernard Bush; Nova Jérsei, 30 de setembro de 2000 – Dallas, 1.º de fevereiro de 2013) foi um terrier escocês do ex-presidente dos Estados Unidos George W. Bush.

## Interesses
É dito que Barney gostava de jogar golfe. Mais notavelmente, ele foi a estrela principal dos vídeos anuais de Natal da Casa Branca durante o governo de George W. Bush.

## Atenção da mídia

### Bob Woodward cita Bush sobre Barney
Barney foi evocado em uma famosa citação de Bush citada por Bob Woodward sobre a Guerra do Iraque em State of Denial: Bush at War, Part III (ISBN 0743272234) e repetido durante uma entrevista de 60 minutos:
No final do ano passado, ele levou republicanos importantes à Casa Branca para falar sobre a guerra. E disse: 'Não vou me retirar mesmo que Laura e Barney sejam os únicos que me apoiam.' Barney é o cachorro dele", diz Woodward. "Meu trabalho nisso leva muitas pessoas a passar horas, dias com o presidente.

### Crítica de Karl Rove e Vladimir Putin
O funcionário da Casa Branca Karl Rove comentou logo após sua renúncia que Barney era "um caroço". Barney também foi criticado pelo presidente russo Vladimir Putin, que acha que um líder mundial deveria ter cães grandes e robustos, não raças menores, como o Scottish Terrier. Em uma data posterior, quando Putin apresentou Bush a Koni, seu labrador preto, Putin teria observado que Koni é "(b) maior, mais duro, mais forte, mais rápido, mais malvado, do que Barney".

### Sátiras
Em 27 de novembro de 2006, Barney foi destaque em um artigo no jornal satírico The Onion intitulado "Moral da tropa impulsionado pela visita surpresa do primeiro cão". O artigo descrevia uma visita fictícia de Barney a tropas no Iraque.
Em 14 de dezembro de 2006, The Daily Show satirizou Barney's Holiday Extravaganza. Barney foi, a certa altura, satirizado em "The Bugle ".
Em 23 de janeiro de 2007, Scottie Tails postou um vídeo de sátira de um terrier cor de trigo chamado Kenzie pedindo a Barney para contatá-la sobre um encontro.

### Mordidas
Em 6 de novembro de 2008, Barney mordeu o dedo do repórter da Reuters Jon Decker. Barney havia mordido a diretora de relações públicas do Boston Celtics, Heather Walker, no pulso em 19 de setembro de 2008, quebrando a pele e tirando sangue, mas o incidente não foi relatado até depois das eleições de 4 de novembro. O porta-voz de Laura Bush brincou depois que "acho que foi sua maneira de dizer que terminou com os paparazzi ".

### Morte
Barney foi sacrificado devido a linfoma.

## Filmografia
Barney já atuou em onze produções cinematográficas do governo. Seu último, Barney Cam VII: A Red, White and Blue Christmas, é um vídeo de Natal de 2008 com George W. Bush e membros de sua família imediata, e muitos atletas olímpicos americanos. Nele, ele sonha em ganhar várias honras para os Estados Unidos antes de ser acordado pelo presidente Bush, que precisa da ajuda de Barney para se preparar para o Natal.
Vídeos de destaque de Barney:
- Barney Cam VII: A Red, White and Blue Christmas (2008)
- Barney Cam VI: Holiday in the National Parks (2007)
- My Barney Valentine (2007)
- Barney's Holiday Extravaganza (2006)
- A Very Beazley Christmas (2005)
- Barney and Miss Beazley's Spring Garden Tour (2005)
- Barney has found Miss Beazley (2005)
- Where in the White House is Miss Beazley? (2004)
- Barney Reloaded (2003)
- Barney and Spot's Winter Wonderland (2003)
- Barney Cam (2002)